# Yousef Karami
Yousef Karami, né le 22 mars 1983 à Meyaneh est un taekwondoïste iranien. Il a obtenu la médaille de bronze lors des Jeux olympiques d'été de 2004 dans la catégorie des moins de 80 kg. .
Son palmarès comporte également plusieurs podiums lors de grandes compétitions : il est double champion du monde en 2003 et 2011 et deux fois vainqueur de Jeux asiatiques en 2006 et 2010.

## Palmarès

### Jeux olympiques
- Médaille de bronze en moins de 80 kg à Athènes en 2004

### Championnats du monde
- Médaille d'or en moins de 84 kg à Garmisch-Partenkirchen en 2003
- Médaille d'or en moins de 87 kg à Gyeongju en 2011
- Médaille de bronze en moins de 84 kg à Madrid en 2005
- Médaille de bronze en moins de 87 kg à Copenhague en 2009

### Jeux asiatiques
- Médaille d'or en moins de 84 kg aux Jeux asiatiques 2006
- Médaille d'or en moins de 87 kg aux Jeux asiatiques de 2010